# Timàlia de Herbert
La timàlia de Herbert (Stachyris herberti) és un ocell de la família dels timàlids (Timaliidae).

## Hàbitat i distribució
Habita els boscos i zones de matolls del centre de Laos.